# 貝克冰原島峰 (瑪麗伯德地)
貝克冰原島峰（英語：Baker Nunatak）是南極洲的冰原島峰，位於瑪麗伯德地，處於布雷徹山西北面2公里，屬於霍利克山脈中威斯康辛山脈的一部分，美國地質調查局根據測量和該國海軍的空中照片繪入地圖，現時由南極條約體系管理。
85°23′S 124°40′W / 85.383°S 124.667°W